# Columba malherbii
Pombo-de-malherbe ou pombo-insular (Columba malherbii) é uma espécie de ave da família Columbidae.
Pode ser encontrada nos seguintes países: Guiné Equatorial e São Tomé e Príncipe.
Os seus habitats naturais são: florestas subtropicais ou tropicais húmidas de baixa altitude.